# Bourg de Pushi
Le bourg de Pushi (chinois : 浦市镇 ; pinyin : pǔshì zhèn) est un bourg-canton, de la préfecture autonome tujia et miao de Xiangxi dans la province du Hunan, en Chine.
Il est classé depuis 2019, sur la huitième liste des sites historiques et culturels majeurs protégés au niveau national.